# Among Us
『Among Us』（アモング・アス、アマング・アス）は、InnerSlothによって開発されたオンラインマルチプレイヤー・ソーシャルディダクションゲーム。2018年6月15日にAndroidおよびiOS向けに、同年11月16日にはMicrosoft Windows、2020年12月16日にはNintendo Switch向けにもリリースされた。2021年12月15日にはXbox One、PlayStation 4およびXbox Series X/S、PlayStation 5向けにリリースされた。また、同日にPS4、PS5、Switch向けにパッケージ版が発売された。
2022年11月11日には、Steam・Quest 2向けとしてVRヘッドセットでプレイする『Among Us VR』がリリースされた。

## 概要
本作は閉鎖空間をテーマとした、いわゆる「人狼ゲーム」である。プレイヤーはクルーメイト（Crewmate：通常の人狼ゲームにおける「市民」）と少数のインポスター（Impostor：通常の人狼ゲームにおける「人狼」、クルーに擬態した異星の知的生物）の2つの役割に分けられる。また、どちらにも属さない単独の役職もある。
各プレイヤーは広大な見下ろし型フィールドマップを自由に動くことができる。クルーの勝利条件は、インポスター全員の特定・追放か、マップ上にあるタスク（調査業務やクルーに支障をきたす障害の解消など）の完了である。一方のインポスターの勝利条件は、クルーがすべてのタスクを完了する前に、クルーをインポスターと同数になるまで殺すことである。死体発見または緊急招集にて行われる不審なクルーを探る投票の結果、インポスターと思われるプレイヤーはゲームから追放される場合がある。すべてのインポスターが追放されるか、マップ上にあるすべてのタスクが完了するとクルーが勝利する。一方で、クルーとインポスターの数が同じになったとき、または、インポスターによって引き起こされる重大な妨害が解決されなかったとき、インポスターが勝利する。
本作は2018年にリリースされ、最初は大きな注目を集めることはほとんどなかったが、多くのTwitchストリーマーやYouTuberがプレイしたため、2020年に人気が高まった。ゲームの人気に応える形で、2020年8月に続編となる『Among Us 2』が発表されたが、1か月後にキャンセルとなり、開発チームは元のゲーム（本作）の改善に焦点を移した。

## ゲーム内容
本作は4人から15人（2021年6月15日以前は10人まで）のプレイヤーでプレイ可能なマルチプレイヤーゲームである。各ゲームでは、プレイヤーのうち1人から3人（2021年6月15日以前は2人まで）がランダムに選出されて「インポスター」となり、残りは「クルーメイト」となる。インポスターは、別のインポスターを把握することができる。

### 基本
クルーの目的
クルーにはミニゲームの形でさまざまな「タスク」が与えられ、電気の配線やエンジンの燃料補給といったシステムのメンテナンス作業をマップ上の特定の位置で行う。タスクは単一で完了するものもあれば、複数の施設を経由するロングタスク、クルー共通のコモンタスクなど複数の種類が存在する。また、タスクは部屋主の設定により数を変えることができる他、視認タスクをなくすこともできる。タスクを完了すると画面左上のタスクゲージが上昇する（設定で非表示可、またタスクゲージ更新を会議時に変更可能）。
インポスターの目的
インポスターはクルーに与えられたタスクを完了することはできないが、クルーに溶け込むために「フェイクタスク」（偽のタスク）が与えられるほか、「サボタージュ」（破壊活動）を実行することができ、停電を引き起こして視野を狭くしたり、原子炉に異常を起こすなどタスクを追加して、ゲームの進行を妨害できる。また、マップ上の各所に配置されている「ベント」（通気孔）を通じて繋がっている別のベントの場所まで瞬間移動することができ、他のインポスターと協力しながら、クルーを殺していく。殺害は一度行うとクールタイムが発生するため、連続して行うことはできない。インポスターは停電中でも視界は狭くならない。
死亡（追放後）のプレイヤーの挙動
クルー・インポスターともに、プレイヤーは死ぬと「ゴースト」（幽霊）になり、壁を通り抜けることができるが、生存しているプレイヤーとの対話は制限され、他のゴーストを除いて誰にも見えない。しかし、ゴーストは生存しているプレイヤーを手助けでき、（クルーとして）タスクをこなしたり、（インポスターとして）サボタージュを実行できたりする。また、ゴーストは視界の設定および壁やサボタージュの有無にかかわらず画面全体の様子を見ることができ、ゴースト同士で常時チャットでコミュニケーションすることもできる。ゴーストになってもアドミン、カメラなどは観れる。（反映はされない）死亡後、クルーもインポスターが誰かを確認できるようになる。
勝利方法
クルーは、すべてのタスクを完了する（追加タスク型サボタージュが実行中の場合はそれも解消させる）か、すべてのインポスターを特定・排除することで勝利する。一方のインポスターは、自身または会議投票でクルーを殺してインポスターの数と同じにする（追放不能にする）か、一定時間後に全滅するサボタージュが解決されることなく時間切れになることで勝利する。
追放会議
死体を見つけたプレイヤーはクルー・インポスター問わず誰でも報告でき、報告によって進行中のゲームを停止し、その時点での死亡者をすべて公開したあとにグループ会議を開始できる（会議開始時に、会議が始まる前にマップ上にあった死体は除去される）。また、サボタージュの進行中を除き、マップ上のボタンを押すことで同じような「緊急会議」を開始できる（一人ごとに押せる最大回数を設定可能）。ただし、ボタンを押して会議を開始した場合、リスタート後のマップに死体が残らないため死者がいた場合、どこで殺されたのか分からなくなる。
会議では各プレイヤーの状況から取り巻く証拠に基づき、インポスターを特定するための話し合いを行う。いずれの会議にも終了時には生存しているプレイヤーによる投票（各人投票スキップ可）が設けられており、選出されたプレイヤーはマップから排除され、死亡する（スキップへの投票がもっとも多かった場合や、同じ票数の投票先がスキップ含め複数あった場合は、誰も死亡しない）。生存しているプレイヤーは、会議中にのみテキストチャットでコミュニケーションを取ることができる（のちのアップデートで人物指定や現在位置、質問・宣言などのショートカット入力機能が設置。アップデートの内容は設定で、ON,OFFにできる）。ゲームにはボイスチャットが組み込まれておらず、Discordといった外部アプリケーションや、ボイスチャットを導入した有志MOD導入サーバを使用するのが一般的になっている。
ただし、お互いの状況を知らせる手段が限られたプレイヤー同士でアリバイを探り合うことがゲームの主軸であり、対戦中にボイスチャットを利用するとゲームバランスが崩壊してしまうため、対戦開始前にはボイスチャット使用自粛を促す演出が挿入される。なお、『VR』ではヘッドセットマイク前提となっており、死亡時は生存者に音声が届かないようになる。
その他
マップ上にはタスク用の施設のほか、上記の緊急会議ボタン、プレイヤーの位置を把握できる施設、監視カメラを閲覧できる施設などといったものも存在する。
ゲームの前後にプレイヤーが集合するロビーでは、さまざまなオプションを調整し、タスクの数、クルーとインポスターの視界の範囲、緊急会議の回数、匿名投票、プレイヤー排除時のインポスターかどうかの判明の有無など、ゲームプレイに関してカスタマイズできる。また、キャラクターの見た目を変更できるアイテムも用意されており、有料のダウンロードコンテンツも含まれている。ゲームをプレイするマップは、「The Skeld」「Mira HQ」「Polus」「The Airship」「The Fungle」の5種類が用意されている。
遊ぶユーザー側で、ルール・マップなどを追加した独自のMODを取り入れることも可能。

### ロール
2021年11月10日より追加されたルール。クルーおよびインポスター決定時と同時に、特殊な効果を持つロール（役職）が付与される。役職が付与されるかどうかは設定で選ぶことができる。それぞれの詳細も設定で変えることができる。2人を連続で追放するロールとは異なる。

#### クルー陣営
科学者（Scientist）
充電式のバイタルを所持しており、どこでも数秒間バイタルを見ることができる。バイタルの充電はタスク完了時に行われる。
エンジニア（Engineer）
ベントに入り、移動することができる。ただし、ベント移動にはクールタイムがある。また一定時間以内に行先を決めないと自動的に外に出されてしまう。
入ろうとしたベントにインポスターがいた場合、そのインポスターを強制的に排出させることができる。
また、クルーがベントタスクした場合、インポスター同様に、強制的に排出させられる。
守護天使（Guardian Angel）
生存しているクルーに一定期間のバリアを張って、クルーのキルを防止することができる。最初から付与される役職ではなく、プレイ中にキルされてゴーストになったクルーが早い者順でこの役職に選定される。バリアが発動したかは、守護天使とキルを狙ったインポスターしかわからないが、バリアが発動したこと(つまり、誰かがキルをしようとしたこと)自体は会議が開かれたときに、「守護天使が誰かを守りました…」と表示される。ゴーストでもあるため画面全体が見え、壁の中も通れる。なお、守護天使が回線落ちなどで離脱した場合、それ以降で次に死亡したクルーが能力を引き継ぐ。
通常のゴーストと異なり、羽が生えているため見分けられる。
トラッカー(Tracker)
出会ったユーザーの位置を一定時間マップから追跡できる。
主に出会った場所を偽造するインポスターを会議中に特定するのに利用でき、重要な手掛かりのひとつとなる。
ノイズメーカー(Noisemaker)
インポスターに殺されてしまうと、全クルーメイトに死亡したことと場所を通知する。公式サイトでは現行犯でインポスターを捕まえるのに役に立つとして紹介されており、殺された瞬間サボタージュのような形で通知がされる。インポスターにもノイズされているかは、設定で決められる。
なお、クルー陣営の特殊能力は通信妨害中の間使用できなくなる。

#### インポスター陣営
シェイプシフター（Shapeshifter）
別のプレイヤーの姿に一定時間変身することができるインポスター。変身にはクールタイムがあり、変身できるのはマップ上に存在しているクルー（死体状態を含む）のみで、マップ上に存在しないクルーには変身できない。なお、変身および変身解除のモーションは他の人にも見える。設定で変身と変身解除の痕跡が残るようにできる。
亡霊(Phantom)
能力を使用することにより一定時間透明になることができるインポスター。透明になる時と解除する時に自分が使っている色の煙が出る。また、透明になっているときにキルすることはできない。

## 開発・リリース

### 作品の開発とリリース
本作は実際のパーティーゲームであるマフィアに触発され、当初は1つのマップのみを搭載したモバイル専用のローカルマルチプレイヤーゲームとして予定されていた。デザイナーのMarcus Bromanderは、ゲームの最初のマップである「The Skeld」を制作するために、InnerSlothで取り組んでいた『The Henry Stickmin Collection』の開発を一時停止した。
2018年6月、『Among Us』がAndroidとiOS向けにリリースされた。リリース直後の同時接続プレイヤー数の平均は30人から50人であった。Bromanderは「（InnerSlothは）マーケティングが本当に苦手だから」とし、プログラマーのForest Willardは「あまり上手にリリースされなかった」と考えた。チームは諦めるつもりであったが、少ないながらも送られるフィードバックに応えようと作業を続け、オンラインによるマルチプレイヤー、新たなタスク、カスタマイズ可能な設定オプションを追加した。その後、2018年11月にSteamを通じてPC版がリリースされ、PCとモバイル機器とのクロスプラットフォームに対応した。
2019年8月8日には2番目のマップである「MiraHQ」を発表、11月12日には「Polus」という名前の3番目のマップが追加された。いずれのマップも当初は4ドルほどの課金が必要であったが、2020年1月6日には2ドルに引き下げられ、6月11日には無料となった。Willardによると、チームは「純粋なビジネスの観点から、おそらく必要以上に長くゲームにこだわった」とし、週に1回の頻度でゲームの定期的な更新を行っていた。これにより、プレイヤー数は着実に増加し、プレイヤーベースも雪だるま式に広がっていった。
2021年4月1日には大型アップデートを実施。新マップ「The Airship」の追加やメッセージボードのショートカット入力など新たな機能が多々実装されたほか、不正・迷惑プレイヤーを運営に通報できるようになり、その内容に応じてアカウントを一時および永久停止する機能も実装された。

### 人気の高まり

#### 人気の高まりと要因

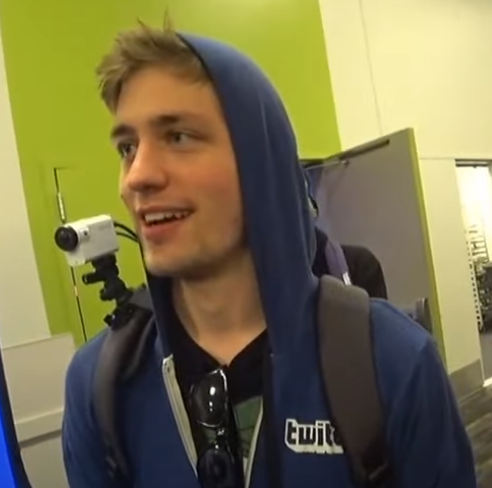
Twitchにおける『Among Us』の人気に火をつけたとされるストリーマーのソーダポッピン

本作は2018年にリリースされたものの、人気の急上昇を見せたのは2020年の半ばになってからであり、その人気は韓国とブラジルのオンラインコンテンツクリエーターによって牽引されていた。Bromanderによると、アメリカよりもメキシコやブラジル、韓国ではさらに人気が高まっていたと述べている。また、Willardによると、2020年7月にTwitchストリーマーであるソーダポッピンが、Twitchにおける本作の人気に火をつけたと述べている。これに続くように、エックスキューシーやポキメイン、シュラウド、ニンジャ、ピューディパイなど、数多くのTwitchストリーマーやYouTuberがプレイするようになった。
新型コロナウイルス感染症の世界的流行によって社会距離拡大戦略（ソーシャル・ディスタンシング）が提唱される中、ゲームを通じた社会化を可能にしたため、本作が人気になった理由として頻繁に引用されていた。EurogamerのEmma Kentは、InnerSlothの『The Henry Stickmin Collection』のリリースも本作の人気に貢献したと考えており、PC GamerのWes Fenlonは、TwitchストリーマーであるSR_Kaifの功績が大きいと分析している。また、本作が『シークレットヒトラー』のようなマフィアに触発された他の人気のあるテーブルゲームと類似していることも、成功の理由として挙げている。マフィアに似たゲームの中でも、『タウン・オブ・セイラム』や『ウェアウルブズ・ウィズイン』といったコンピュータゲーム化されたものもあったが、Fenlonはこれらを「基本的な人狼ゲームにオンラインインターフェースを追加しただけ」と見ていたのに対し、本作はそのコンセプトをまったく新しいものにしたと評している。

#### 継続する作品への人気

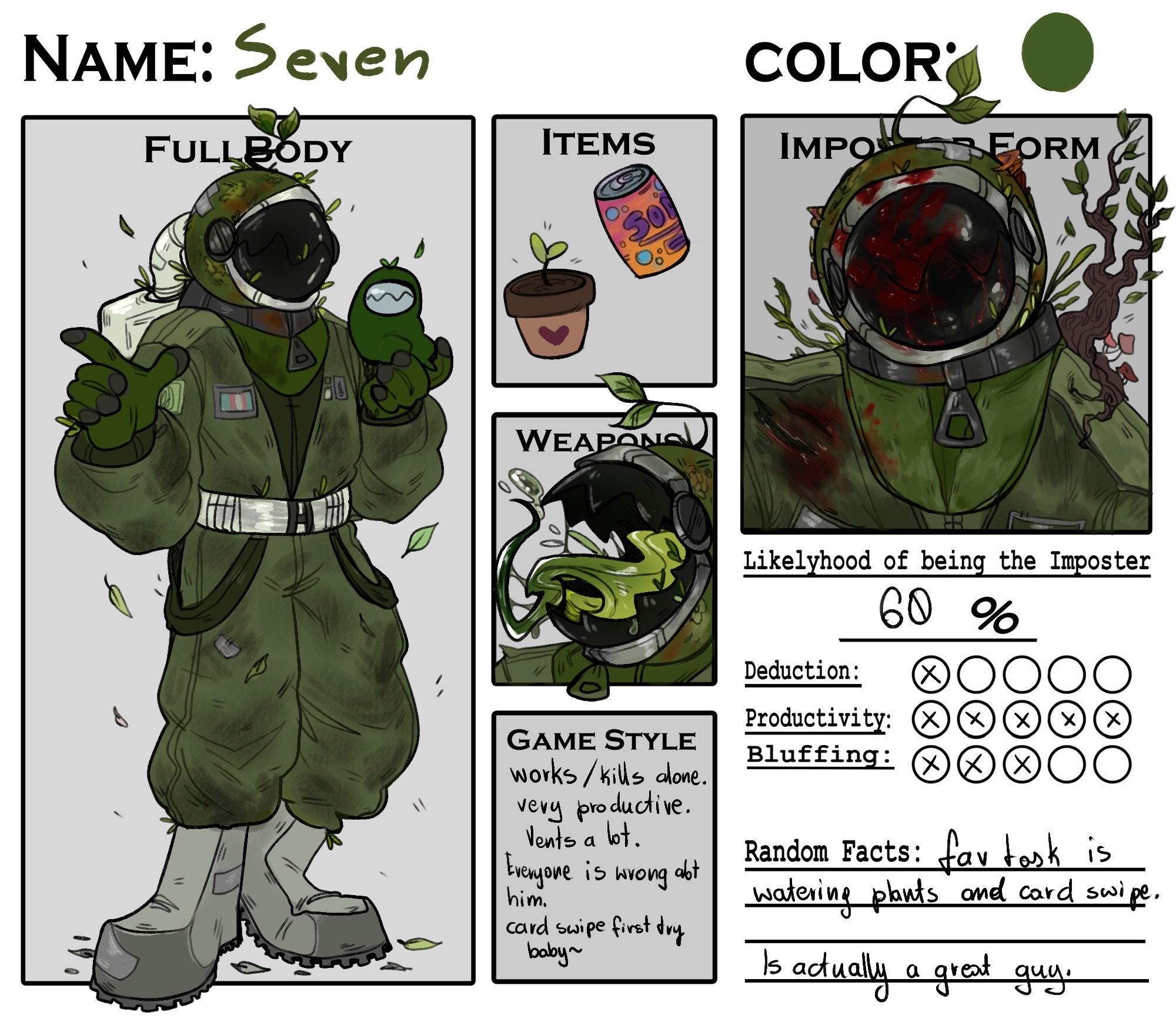
作品のファンが製作した「crewsona」キャラクターシート

本作の人気はその後も続き、2020年9月、YouTubeは本作に関する動画が40億回以上視聴されたと報告した。TikTokでは、2020年10月に130億回以上再生されていた。2020年9月、ゲームのダウンロード数は1億回を超え、同時に接続するプレイヤー数は150万人に上り、そのうちの40万人近くがSteamから接続していた。その後、9月の後半にピークに達し、プレイヤー数は380万人になった。このころ、突然のプレイヤーの増加により、ゲームサーバーは過負荷な状態になっていた。Willardによれば、「当時は完全に無料のAmazonのサーバーであり、それはひどいものだった」ため、急いでサーバーを修復する必要があったとしている。
ゲームの人気は「crewsonas」という現象を含め、ファンアートやインターネット・ミームに大きな影響を与えた。Willardは、ファンが作成したコンテンツは「本当に最高」と表現し、Bromanderはそれを「見るのが一番のお気に入り」としている。人気の真っ只中でInnerSlothは、PlayStation 4やXbox Oneなどのコンソール機器にゲームを移植することを検討していた。しかし、標準的なテキストベースまたは音声ベースのチャットが使用できないように思え、プレイヤー間のコミュニケーション機能を実装する上で問題が発生した。チームは『ロケットリーグ』の「クイックコミュニケーション」システムに似たシステムや、ゲーム用にまったく新しいコミュニケーションシステムの開発を検討した。2020年9月現在、開発がどのような状態にあるのか不明だが、少なくとも移植については検討されている。

#### 政治家や海軍による配信
2020年10月、アメリカ合衆国下院議員であるアレクサンドリア・オカシオ＝コルテスとイルハン・オマルは、次期アメリカ合衆国大統領選挙への投票を促す方法として、ポキメインやHasan Pikerなどの著名なストリーマーとともにゲームをストリーミング配信し、Twitch上で70万人近くの同時視聴者を集めた。
一方でアメリカ海軍のeスポーツチームによる配信では、参加したプレイヤーの名前が「Nagasaki」や「Japan 1945」といった長崎市への原子爆弾投下を連想させるものだったり、黒人に対する蔑称（ニガー）を連想させる「gamer word」を名乗っていた（PewDiePieが咄嗟に「nigger」と口走ってしまった際に、「gamer wordと言っただけ」という詭弁が元ネタ）。さらにそのプレイヤーが黒色のキャラクターカラーを選択していたことからも、明らかに差別的なニュアンスが込められていた。
いずれも配信者自身が使っていた名前ではないが、咎めずに笑っていた態度が問題視され、海軍の広報は「海軍所属でない3名のユーザーがきわめて不適切なゲーム内ユーザーネームを使用していました」「これらのユーザーネームは容認できないものであり（中略）、配信者は即座にゲームを離れ、公然と不適切なユーザーとプレイすることを拒むべきでした」と謝罪し、配信者を担当から外したと発表した。

### 続編の取り消しと計画の見直し
2020年8月、開発チームは続編である『Among Us 2』に焦点を移した。しかしながらこの間もWillardとAmy Liuは本作の更新を続け、3つのリージョンに4つのサーバーを追加して最大プレーヤーベースを増やしたり、より長いゲームコードを追加したりして、より多くのゲームが同時に進行できるように対応した。
9月23日、続編の開発の中止を発表した。その代わりとして、「多くのプレイヤーが『Among Us』を楽しんでいる」ことから、本作の継続的な改善・サポートに加え、続編に向けたコンテンツの追加を決定した。InnerSlothは、ゲームのコードベースが「時代遅れであり、新しいコンテンツを追加できるように構築されていない」と判断し、新しいコンテンツの追加を可能にするために、ゲームのコアとなるコードを再構築した上で続編をリリースする予定だった。その後、開発チームはゲームサーバーの問題と蔓延する不正行為に対する計画を発表し、プレイヤーを追放するシステムの追加や、ゴーストとしてプレイする際のゲームプレイの改善を行った。

12月15日、Nintendo Direct Indie World Showcaseにおける発表と同日（日本では16日）、本作がNintendo Switch向けにリリースされた。Switch版で初めて日本語に対応し、モバイル版やWindows版とのクロスプレイにも対応している。この発表を受け、Twitterにおける日本のトレンドでは、発表に関連した「Switch版」や「日本語対応」といったワードがトレンド入りした。
2021年3月6日に配信されたアップデートで、モバイル版およびWindows版も日本語に対応。これによって全対応機種で日本語のプレイが可能になった。このアップデートでは、クイックチャット機能が導入され、定型テキストを使った簡単でスピーディな会話が可能になった。
2022年、ルームコードが表示されなくなる「Streamer Mode」、色覚異常への対応として「Colorblind Text (色の名称表示)」、フレンドリストなどが搭載された。

### ハッカーによるチャットスパム
2020年10月中旬、「エリス・ロリス」と名乗るハッカーが、おもに北アメリカのサーバーを標的にしたチャットスパムを始めた。『Among Us』のサブレディット（Redditにおけるコミュニティ）やTwitter上では、ロビーが操作され、YouTubeのチャンネルへの誘導やDiscordのサーバーへのリンク、物議を醸すような政治的メッセージによってゲーム内チャットが荒らされているという報告が上がっていた。エリス・ロリスは、自身のYouTubeチャンネルへの誘導だけでなく、チャンネル登録を拒否したプレイヤーに対しては、個人的にハッキングすると脅迫していた。また、Discordのサーバーには、人種差別的な言葉や流血・ポルノ・動物虐待を描写した画像など、大量のNSFWコンテンツが含まれていたことが判明している。
10月23日に掲載されたEurogamerのレポートでは、チャットに書き込まれたDiscordサーバーへのリンクを経由して行われた、エリス・ロリスと名乗る人物へのインタビューが載せられている。インタビューにおいてロリスは、「わずか6時間で」ハッキングの原因となるボットを作成し、最大50人のボランティアを集めてボットネットを形成し、攻撃の強度を高めたと主張している。また、このハッキングが150万のゲーム・490万人のプレイヤーに影響を与え、次期アメリカ合衆国大統領選挙においてドナルド・トランプに投票するように促す宣伝の一環であったとも付け加えている。
InnerSlothは、10月22日にハッキングについてプレーヤーに警告するゲーム内メッセージを追加した。その翌日にはTwitterで声明を発表し、この問題について「非常に認識している」と述べ、ハッキングと戦うために「緊急のサーバーアップデート」を配信するとした。それを踏まえて、アップデートが配信されるまではパブリックゲームでプレイすることを避け、プライベートゲームに固執するよう勧めた。開発チームはオーバーホールの一環として、ハッキングの脆弱性に対処することを計画している。

### ベントタスクの実装
2021年11月10日にベントタスクが実装され、マップポーラス以外の全てのベントにタスクが発生することになった。ベントタスクを行うとベントの中にいるインポスター、エンジニアを強制的に排出することが可能。クルーがベントタスクをしている最中、インポスター、エンジニア共にそのベントに移動することができなくなる。

### フレンドリストとウマモード
2022年3月31日、フレンドリストが追加された。
フレンドコードや最近遊んだ人などから申請が可能である。
また、招待機能も追加された。
2022年4月1日、1日間のみウマモードが実装された。公式によるとエイプリルフールジョークの模様である。
この機能は日本時間4月2日午前9時に削除された。

### Hide'n seekモードの追加
2022年12月9日、Hide'n Seekモード（かくれんぼ）が追加された。Hide'n Seekモードと通常モードの切り替えが可能である。
- このモードでインポスターとなると、クルー全員にインポスターということを知らされる。インポスターは1局につき1人のみ。
- インポスターは最初の10秒間動くことができない。また、見た目もクルーとインポスターで違うものになる。
- インポスターのキルクールダウンは1秒である。
- クルーはタスクをクリアするごとに制限時間を短縮する事ができる。但し後述する強化モードの発動を早める他、キルされたクルーのタスクはなくなる。
- また、最初の制限時間が終了するとファイナルハイドタイム（Final Hide、強化モード）に突入。インポスターだけ速度が速くなり、どこでもクルーの位置が一定間隔ごとに通知される。また、画面が全体的に赤っぽくなる。
- 制限時間が終わるまでにタスクを終わらせるか、強化モードを含む制限時間が終了することでクルーメイトが勝利する。
- クルーメイトはベントを設定された回数分使用できる。逆にインポスターはベントが使用出来ない。
- また、ベントの中に入っていれる時間も設定可能である。
- ベントボタンに残り回数が表示されている。
- クルーの生存人数を左上のアイコンで見ることができる。クルーはインポスターの接近を青・黄・赤と3色の色分けで知らせるアイコンも表示される。
- 懐中電灯モードのオンオフが可能。デフォルトではオンである。
- また、全モード共通の要素として、ペットを連れているプレイヤーは「かわいがる」というボタンを使用可能。
- そして、インポスター/生存しているクルー/ゴーストのいずれかを自動で追跡する憑依というモードも存在。
- そして、難易度として「ビギナー」「カジュアル」「シリアス」「エキスパート」がある。

### 復刻版馬モード
2023年3月28日、公式から馬モードの復活に関するアップデートがされた。
- クルーメイトは馬のような姿になる。
- また、Hide and Seekモードでは、インポスターは馬飼いとなり、クルーメイトは脱走した馬となる。
- キルされると、足を縛られて動けなくなる。
- また、ゲーム内ストアでは新たな帽子、バイザー、ネームプレートが追加された。

### The Fungleの追加
2023年9月14日、公式により新マップの追加が告知され、2023年10月25日にリリースされた。
- The Fungleマップの追加
- The Fungle コスメキューブの追加

などがある。

## 評価・反響
AP通信は本作が、2020年10月にiPhoneおよびiPadの両方のApp Storeでもっともダウンロードされたアプリだとしている。Rock, Paper, ShotgunのCraig Pearsonは、「疲れ果てる」クルーメイトとしてプレイするよりも、インポスターとしてプレイする方が「はるかに楽しい」としている。Alice O'Connerは、このゲームを「マフィアまたはウェアウルフだが、ミニゲームがある」と表現している。TheGamerのAndrew Penneyは、このゲームは「価格に見合う価値がある」とし、「誰と一緒にプレイするかによって、ゲームの楽しさが決まる」と述べた。ストリーマーの間での人気について、The NationalのEvelyn Lauは、「誰がインポスターなのかを当てようとする人々の反応を見ていると、（時には大きな間違いをすることもあるが）インポスターではないとひどく嘘をついている人々の反応を見ていると、とても楽しい」と述べている。
新型コロナウイルス感染症の世界的流行時にパーティーゲームとして人気を博していたことから、『Fall Guys』とよく比較されているが、それぞれのゲームの開発者はTwitterにおいて互いを肯定的に認め合っている。また、比較されやすい要因の1つとして、両ゲームのキャラクターがゼリービーンズのように見えることも挙げられている。

### 受賞歴
| 受賞年 | 賞                                      | 部門                  | 結果 | 出典          |
| ------ | --------------------------------------- | --------------------- | ---- | ------------- |
| 2020年 | ゴールデンジョイスティックアワード 2020 | Breakthrough Award    | 受賞 | [ 96 ]        |
| 2020年 | The Game Awards 2020                    | Best Mobile Game      | 受賞 | [ 97 ] [ 98 ] |
| 2020年 | The Game Awards 2020                    | Best Multiplayer Game | 受賞 | [ 97 ] [ 98 ] |

## 漫画
コミカライズが『別冊コロコロコミック』（小学館）2022年4月号に掲載。漫画はベラボウが担当。「公式にコミカライズされた作品として出版されたのは今回が初」であり、「ギャグテイストに寄せた作風」で描かれている。